# 山口県道248号下関港安岡線
山口県道248号下関港安岡線（やまぐちけんどう248ごう しものせきこうやすおかせん）は、山口県下関市を通る一般県道である。

## 概要
下関市南部町から下関市富任町1丁目に至る。
2015年（平成27年）3月31日までは「下関港垢田線」であったが、下関北バイパスの開通に伴い終点側を延伸して国道191号の現道区間を編入し「下関港安岡線」に変更された。

### 路線データ
- 起点：下関市南部町（唐戸交差点、国道9号交点、山口県道57号下関港線起点）
- 終点：下関市富任町1丁目（富任交差点、国道191号交点）
- 総延長：8.8 km

## 歴史
- 2015年（平成27年）
  - 3月31日 - 山口県告示第133号により終点を延伸して、路線名を下関港垢田線から下関港安岡線に変更[1]。
  - 4月1日 - 国道191号の現道区間が国土交通省から移管され、下関市山の田本町 - 富任交差点間が本路線となる[2]。

## 路線状況
起点 - 東駅交差点（下関市向洋町1丁目）間には、1971年（昭和46年）まで路面電車（山陽電気軌道、現サンデン交通）が走っていた。
東駅交差点は唐戸方面と金比羅交差点（国道191号交点・彦島道路入口）方面が立体交差になっており、交通量もこの方面同士の通過が多いが、下関港安岡線は唐戸方面から右折して山の田方面に向かっている。なお、東駅 - 金比羅間は下関市道である。
終点側の山の田交差点 - 富任交差点間は国道191号旧道である。

### 重複区間
- 山口県道57号下関港線（下関市南部町・唐戸交差点（起点） - 下関市上田中町1丁目）

### 道路施設

#### 橋梁
- 綾羅木橋（綾羅木川、下関市）

## 地理

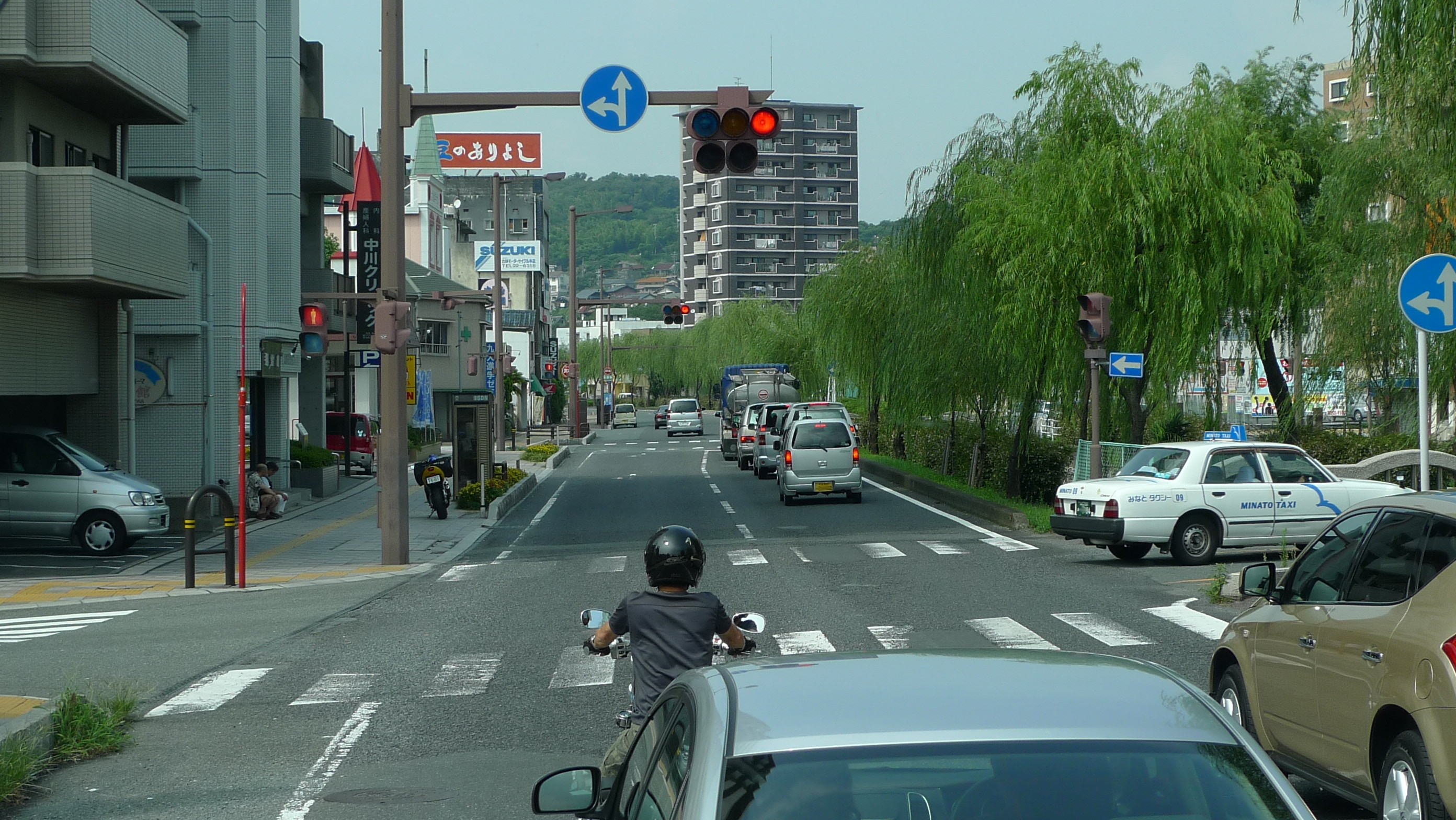
山口県道57号下関港線と山口県道248号下関港安岡線の重用区間。下関市田中町の北端から上田中町方面の写真。写真右の田中川を挟んで唐戸方面への車線がある。(2009年8月撮影)

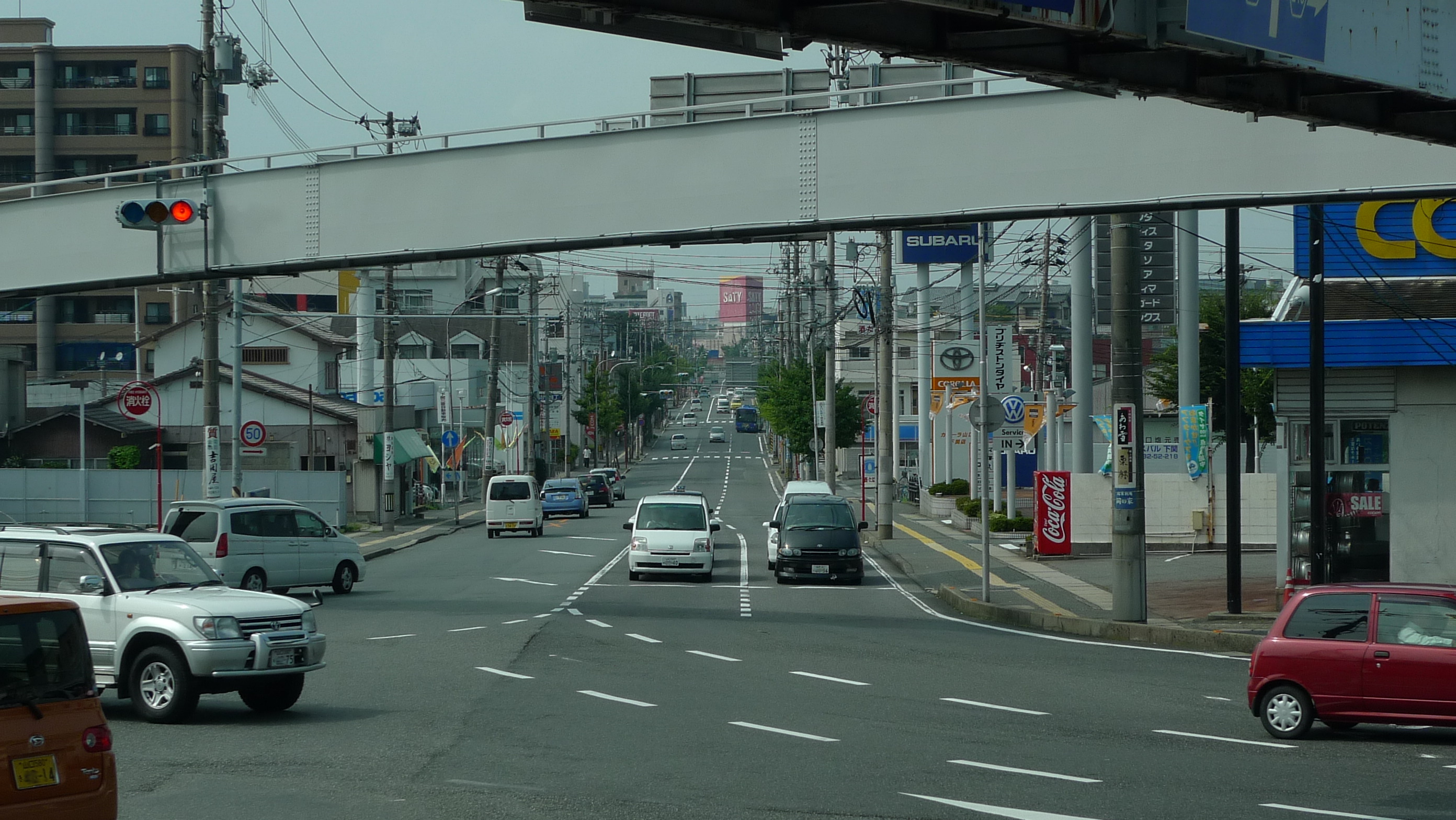
旭交差点（横断方向が山口県道258号武久椋野線）。左が幡生駅方向、右が下関IC方向。奥に進むと山の田。(2009年8月撮影)

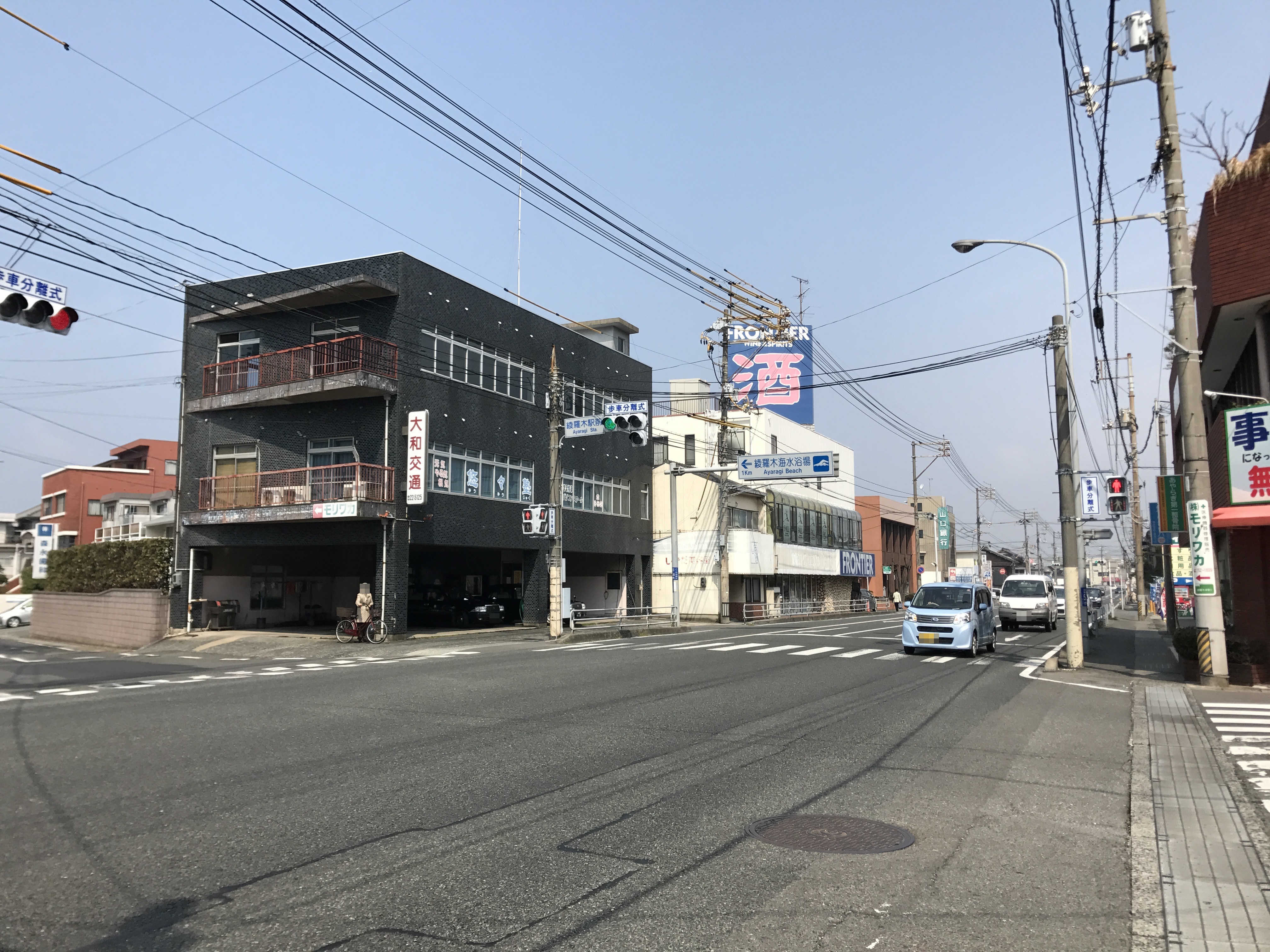
綾羅木駅前交差点

### 通過する自治体
- 下関市

### 交差する道路
| 交差する道路                              | 交差する場所    | 交差する場所      |
| ----------------------------------------- | --------------- | ----------------- |
| 国道9号 山口県道57号下関港線 重複区間起点 | 南部町          | 唐戸交差点 / 起点 |
| 山口県道57号下関港線 重複区間終点         | 上田中町1丁目   |                   |
| 山口県道258号武久椋野線                   | 幡生町2丁目     | 旭交差点          |
| 山口県道259号新下関停車場線               | 稗田西町        |                   |
| 山口県道256号綾羅木停車場線               | 綾羅木本町2丁目 | 綾羅木駅前交差点  |
| 国道191号                                 | 富任町1丁目     | 富任交差点 / 終点 |

### 交差する鉄道
- 山陰本線

### 沿線
- 唐戸市場（起点付近）
- 下関市立しものせき水族館（起点付近）
- はい!からっと横丁（起点付近）
- 下関港
- 下関市役所
- 旧下関英国領事館
- 金子みすゞ詩作の地の看板（もみじ銀行下関支店前）
- 林芙美子生誕地の碑
- 下関市立下関図書館
- 元下関税務署跡 - 2007年（平成19年）11月に竹崎町の下関合同庁舎へ移転
- 梅光学院大学
- 下関運動公園（下関陸上競技場など）
- 下関市立市民病院
- 戦場ヶ原公園
- 下関市立大学
- 下関市立山の田中学校
- JR西日本山陰本線
  - 綾羅木駅 - 梶栗郷台地駅